# Droga wojewódzka 494
Die Droga wojewódzka 494 (DW 494) ist eine 69 Kilometer lange Droga wojewódzka (Woiwodschaftsstraße) in der polnischen Woiwodschaft Opole und der Woiwodschaft Schlesien. Diese Route verbindet Częstochowa mit Bierdzan und der Droga krajowa 45.

## Städte an der Droga wojewódzka 494
- Częstochowa
- Wręczyca Wielka
- Truskolasy
- Panki
- Przystajń
- Olesno
- Bierdzan.

## Straßenverlauf
Woiwodschaft Schlesien
- Częstochowa (Tschenstochau) (DK 43)
- Wręczyca Wielka (DW 492)
- Brücke (Viadukt)  Wręczycy Wielkiej (Bahnstrecke Chorzów–Tczew)
- Brücke  Panki (Bahnstrecke Herby–Oleśnica)
- Bahnübergang  Olesno (Rosenberg O.S.) (Bahnstrecke Tarnowskie Góry–Opole)

Woiwodschaft Opole
- Olesno (Rosenberg O.S.) (DK 11)
- Kreisverkehr  Olesno (Rosenberg O.S.) (DK 11, DW 901, DW 487)
- Bierdzany (Bierdzan) (DW 45)